# Ernst Lothar (Schauspieler)
Ernst Lothar, gebürtig Lothar Ernst Saure, (* 4. Dezember 1923 in Voerde bei Hagen, Deutsches Reich; † 19. Mai 1982 in Oberhausen) war ein deutscher Schauspieler bei Bühne, Film und Fernsehen, der gelegentlich auch Ausflüge zum Hörspiel und zur Theaterregie unternahm.

## Leben und Wirken
Der Sohn des Fabrikanten Gustav Saure und seiner Gattin Luise, geborene Clever, erhielt zu Beginn der 1940er Jahre Schauspielunterricht bei Margarethe Wellhoener und debütierte 1941 am Berliner Schillertheater. Noch im selben Jahr führte ihn ein Engagement an das Theater der im Zweiten Weltkrieg deutsch besetzten mährischen Stadt Iglau, ehe er 1942 eingezogen wurde. Lothar diente bis Kriegsende 1945 als Soldat und kehrte nach dem Krieg an Bühnen in Bayern (München und Landshut) zurück. Darüber hinaus unternahm der Künstler auch Gastspielreisen mit den altgedienten UFA-Stars Lil Dagover und Kristina Söderbaum.
1951, dem Jahr, in dem er sein Filmdebüt an der Seite von Hannelore Schroth in dem komödiantischen Zeitbild Kommen Sie am Ersten von Just Scheu und Ernst Nebhut gab, folgte Lothar einem Ruf nach Bremen. Nach nur einer Spielzeit wechselte er ans Kleine Theater im Zoo nach Frankfurt am Main. Von 1955 bis 1958 war er an den Hamburger Kammerspielen engagiert, ab 1959 am Jungen Theater in Stuttgart. Weitere Bühnenstationen waren unter anderem das Hebbel-Theater in Berlin, das Theater im Zimmer in Hamburg, die Düsseldorfer Komödie, die Jagsthausener Festspiele, das Stadttheater Luzern sowie in der letzten Spielzeit das Theater am Dom in Köln, das Theater an der Rott in Eggenfelden (wo er als Regisseur arbeitete) und das Oberhausener Theater. Lothars Auftritte vor Film- und Fernsehkameras waren wenig bedeutsam, erwähnenswert ist allenfalls seine Interpretation des antinazistischen Widerständlers Oberleutnant Werner von Haeften in Der 20. Juli, Falk Harnacks Rekonstruktion des Attentats auf Hitler im Jahre 1944. Darüber hinaus war er auch sporadisch als Hörspielsprecher bei verschiedenen deutschen Rundfunkanstalten tätig.
In zahlreichen Quellen werden Teile der Biografie und Filmografie Lothars mit der des Wiener Theaterschaffenden Ernst Lothar vermengt, was schließlich 1954 sogar zu einem Briefwechsel der beiden Ernst Lothars führte. Lothar Ernst Saure / Ernst Lothar starb, nur 58 Jahre alt, überraschend an seinem letzten Wirkungsort Oberhausen.

## Filmografie
- 1951: Kommen Sie am Ersten
- 1955: Der 20. Juli
- 1961: Schlagerparade
- 1964: Amédée – oder Die Kunst des Schuhputzens (Kurzfilm)
- 1972: Amouren
- 1975: Motiv Liebe (Fernsehserie, Folge: Elenas Lied)
- 1976: Rosemaries Tochter

## Hörspiele
- 1953: William Shakespeare: Ein Sommernachtstraum (Demetrius, Liebhaber der Hermia) – Regie: Ulrich Lauterbach (Hörspielbearbeitung – HR)
- 1957: Leopold Ahlsen: Die Ballade vom halben Jahrhundert (Jimmy) – Regie: Heinz-Günter Stamm (Original-Hörspiel – HR/BR/RB)
- 1957: William Saroyan: Menschliche Komödie (2. Teil) (Tobey, Kriegskamerad von Marcus) – Regie: Heinz-Günter Stamm (Hörspielbearbeitung – BR)
- 1957: Fritz Eckhardt: Wir gehen ins Theater: Rendezvous in Wien (Theatermitschnitt) – Regie: Berthold Sakmann (Öffentliche Veranstaltung – RIAS)
- 1966: Konrad Wünsche: Gegendemonstration (M1, Gruppe D) – Regie: Heinz von Cramer (Original-Hörspiel – SDR/NDR)